# Kestenholz
Kestenholz is een gemeente en plaats in het Zwitserse kanton Solothurn en maakt deel uit van het district Gäu.
Kestenholz telt 1872 inwoners.